# ۳ از جهنم
۳ از جهنم (انگلیسی: 3 from Hell) فیلمی ترسناک به کارگردانی راب زامبی محصول سال ۲۰۱۹ میلادی کشور ایالات متحده آمریکا است.